# Bélâbre
Bélâbre é uma comuna francesa na região administrativa do Centro, no departamento Indre. Estende-se por uma área de 40,85 km². Em 2010 a comuna tinha 979 habitantes (densidade: 24 hab./km²).